# 볼랜드 디벨로퍼 스튜디오
볼랜드 디벨로퍼 스튜디오(Borland Developer Studio, BDS)는 볼랜드사에서 출시한 델파이, 델파이 닷넷, C++빌더, C# 빌더 네 가지의 RAD 통합 개발 환경을 묶은 것이다. BDS 2006이 마지막 버전이며, C#.net, 델파이 닷넷, C++, 델파이 등의 언어가 기본적으로 사용 가능하다.
이후에 개발사업부가 코드기어로 분사하여 RAD 스튜디오가 된다.